# 沉降 (氣溶膠物理學)
在气溶胶物理学中，沉降是指气溶胶粒子聚集或沉积在固体表面上，从而降低空气中粒子浓度的过程。沉降時依據是否有降水可以分为两類，分別為干沉降和湿沉降。如果大气中的气溶胶粒子是被雨、雪、露、霜等降水物质帶到地面上，那麼這個過程則被稱為湿沉降，若沒有受到降水作用而落到地面則為乾沉降。